# Teresa de Los Andes
Juana Enriqueta Josefina de los Sagrados Corazones Fernández Solar, venerada por la Iglesia católica como santa Teresa de Los Andes (Santiago, 13 de julio de 1900-Los Andes, Valparaíso, 12 de abril de 1920), fue una religiosa católica chilena, perteneciente a las carmelitas descalzas.
Fue beatificada por Juan Pablo II el 3 de abril de 1987, durante su única visita a Chile, y posteriormente canonizada por el mismo pontífice en la basílica de San Pedro (Ciudad del Vaticano) el 21 de marzo de 1993, cuando se convirtió en la primera persona nacida en Chile, la primera carmelita descalza americana y la cuarta Teresa del Carmelo —tras las santas de Ávila, de Florencia y de Lisieux— en ser elevada a los altares. Su fiesta se celebra el 13 de julio.

## Biografía
Nació en el seno de una familia acomodada, hija de Miguel Fernández Jaraquemada y de Lucía Solar Armstrong. Fue bautizada en la parroquia Santa Ana en la ciudad de Santiago en 1900, con los nombres de Juana Enriqueta Josefina de los Sagrados Corazones Fernández Solar, pero todos en su familia —formada por sus padres, sus tres hermanos, Miguel, Luis e Ignacio, y dos hermanas, Lucía y Rebeca (posteriormente también carmelita descalza), su abuelo materno, Eulogio Solar; tíos, tías y primos— la llamaban "Juanita".
Realizó sus estudios en el Colegio del Sagrado Corazón de Santiago. Entre sus estudios, la vida familiar y su apostolado de caridad con los más pobres, se desarrolló su intenso amor por Jesucristo. A los catorce años, decidió consagrarse a Dios como religiosa carmelita descalza. Ingresó en el monasterio del Espíritu Santo de las Carmelitas Descalzas de Los Andes, en la diócesis de San Felipe de Aconcagua (Región de Valparaíso) el 7 de mayo de 1919. El 14 de octubre tomó el hábito y recibió el nombre de Teresa de Jesús, comenzando así su año de noviciado, al término del cual haría su primera profesión temporal religiosa que, dadas las circunstancias, se le permitió hacer antes de morir.
Llevaba once meses en el convento cuando murió de tifus y difteria a las 19:15 horas del 12 de abril de 1920, a los diecinueve años. Antes de fallecer, profesó como religiosa carmelita in articulo mortis. Fue inicialmente sepultada en el cementerio del convento y en 1940 fue trasladada al coro bajo, junto a la nueva gran capilla.

## Beatificación y canonización

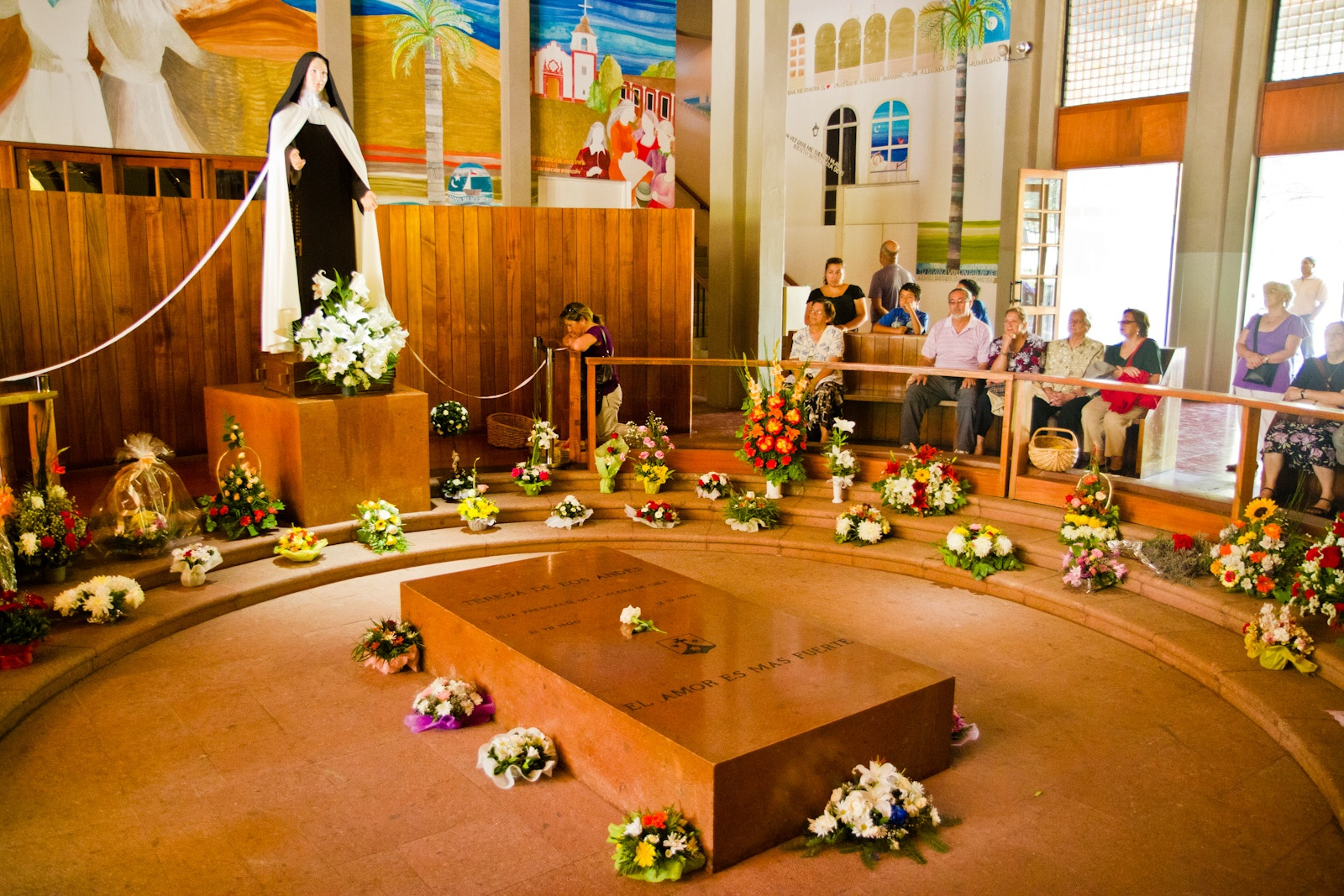
Tumba de Teresa de Los Andes, en el Santuario que lleva su nombre en Los Andes.

En el proceso de beatificación y canonización, el Vice Postulador de la causa fue el sacerdote carmelita Marino Purroy Remón, quien escribió varios libros sobre la vida de Ella. Fue beatificada por Juan Pablo II en una celebración eucarística en el parque O'Higgins de Santiago el 3 de abril de 1987, durante su visita pastoral a Chile. Posteriormente, el 18 de octubre de ese mismo año, las carmelitas descalzas fueron trasladadas (y con ellas los restos de Teresa de Jesús) hasta el nuevo convento y santuario, ubicados en el sector de Auco, comuna de Rinconada. La cripta del santuario fue inaugurada el 11 de diciembre de 1988 por el obispo diocesano, monseñor Manuel Camilo Vial Risopatrón; en ella fueron sepultados los restos de la entonces beata Teresa. El templo mayor del santuario fue consagrado al día siguiente, en una misa solemne celebrada por el nuncio apostólico, monseñor Giulio Einaudi, y concelebrada por el episcopado chileno.
Fue canonizada por el mismo pontífice en la basílica de San Pedro en la Ciudad del Vaticano el 21 de marzo de 1993, durante una misa solemne a la que asistieron una delegación oficial del Estado chileno —encabezada por el presidente del Senado, Gabriel Valdés Subercaseaux, y la primera dama de Chile, Leonor Oyarzún de Aylwin— y alrededor de 5000 chilenos.
En el calendario de la Iglesia católica, su memoria se recuerda el 13 de julio, aniversario de su nacimiento.
El convento antiguo de Los Andes fue declarado monumento nacional y aún se conserva. En él se pueden visitar la capilla, la gruta y el museo, donde se ilustra la vida de santa Teresa de Los Andes. Por su parte, el santuario de Auco constituye uno de los mayores lugares de peregrinación del país durante todo el año, siendo su evento más importante la peregrinación juvenil De Chacabuco al Carmelo, llevada a cabo el tercer sábado de octubre de cada año, a la que acuden jóvenes de todos los rincones de Chile, e incluso del extranjero, quienes caminan 27 kilómetros en oración, cantos y alegría, desde la hacienda Chacabuco, lugar de veraneo de santa Teresa en su época seglar, hasta su santuario, donde se celebra la Santa Misa presidida por el arzobispo de Santiago y concelebrada por el obispo de la diócesis de San Felipe y numerosos sacerdotes.

## Filmografía
Su vida fue retratada en la siguiente filmografía:
- El desafío de ser joven.
- Lugares teresianos.
- Sor Teresa de Los Andes (1989, miniserie biográfica y religiosa del canal Televisión Nacional de Chile).
- Teresa, amiga de los niños.
- Teresa y su familia.
- Teresa de Los Andes, un camino de santidad (documental/serie de Canal 13).
- La enamorada (documental bajo la perspectiva de su sobrino nieto escultor).